# Viktor Iahun
Viktor Iahun (în ucraineană Віктор Миколайович Ягун; n. 5 august 1970, Telenești, RSS Moldovenească, URSS) este un militar și personalitate publică din Ucraina, fost vicepreședinte al Serviciului de Securitate al Ucrainei în perioada martie 2014 – iunie 2015.
S-a născut în orașul Telenești din RSS Moldovenească, URSS (actualmente în Republica Moldova) într-o familie de ucraineni. 